# Alex Rider (série télévisée)
Alex Rider est une série télévisée britannique créée par Guy Burt et diffusée entre le 4 juin 2020 et le 5 avril 2024 sur Prime Video. Il s'agit de l'adaptation de la saga littéraire du même nom d'Anthony Horowitz.
Au Canada, elle est diffusée depuis le 13 novembre 2020 en version française sur Prime Vidéo Canada. En France, elle est diffusée depuis le 8 juin 2021 sur OCS.

## Synopsis
Après la mort tragique de son oncle, le jeune Alex Rider rejoint les opérations spéciales du MI6 pour terminer ce que son oncle avait commencé.

## Distribution

### Acteurs principaux
- Otto Farrant (en) (VFB : Maxime Donnay ; VQ : Alexandre Bacon) : Alex Rider, adolescent très doué, recruté par le MI6.
- Stephen Dillane (VFB : Franck Dacquin ; VQ : Tristan Harvey) : Alan Blunt, tête pensante du MI6.
- Vicky McClure (VFB : Maia Baran ; VQ : Catherine Proulx-Lemay) : Mme Jones, cheffe adjointe du MI6. Elle s'occupe d'Alex.
- Andrew Buchan (VFB : Raphaël Anciaux) : Ian Rider, agent du MI6 et oncle d'Alex. (saison 1)
- Brenock O'Connor (en) (VFB : Thibaut Delmotte) : Tom Harris, meilleur ami d'Alex.
- Ronkẹ Adékoluẹjo (en) (VFB : Sophie Pyronnet ; VQ : Marie Bernier) : Jack Starbright, diplômée américaine de l'UCL et tutrice principale d'Alex.
- Liam Garrigan (VFB : Alexandre Crépet) : Martin Wilby, agent du MI6 et collègue d'Ian. (saison 1)
- Ace Bhatti (en) (VFB : Erwin Grünspan ; VQ : Thiéry Dubé) : John Crawley, chef des équipes du MI6.
- Thomas Levin (VFB : Steve Driesen ; VQ : Philippe Martin) : Yassen Gregorovitch, un mystérieux assassin.
- Haluk Bilginer (VFB : Jean-Michel Vovk ; VQ : Manuel Tadros) : Dr Hugo Grief, directeur de la mystérieuse école de Pointe Blanche. (saison 1)
- Howard Charles (VFB : Karim Barras) : Loup, leader des forces spéciales britanniques. (saison 1)
- Nyasha Hatendi (en) (VFB : Nicolas Matthys ; VQ : Iannicko N'Doua-Légaré) : Smithers, quartier-maître du MI6.
- Ana Ularu (VFB : Marcha Van Boven ; VQ : Pascale Montreuil) : Eva Stellenbosch, doyenne des étudiants de Pointe Blanche. (saison 1)
- Marli Siu (VFB : Émilie Guillaume ; VQ : Célia Gouin-Arsenault) : Kyra Vashenko-Chao, une hackeuse de Singapour et élève de Pointe Blanche. Le personnage a été créé pour la série.
- Toby Stephens (VFB : Benoît Grimmiaux ; VQ : Louis-Philippe Dandenault) : Damian Cray, milliardaire travaillant dans la technologie. (saison 2)
- Rakie Ayola (VFB : Fanny Roy ; VQ : Marika Lhoumeau) : Jo Byrne, nouvelle directrice adjointe de la CIA. (saison 2)
- Gwyneth Keyworth (en) (VFB : Esther Aflalo ; VQ : Lauriane S. Thibodeau) : Evelyn, programmeuse en chef de Damian Cray. (saison 2)
- Charithra Chandran (VFB : Aaricia Dubois ; VQ : Fanny-Maude Roy) : Sabina Pleasance, adolescente maligne et sûre d'elle. (saison 2)
- Sofia Helin (VFB : Marie Van R): Julia Rothman, énigmatique et riche veuve, qui œuvre secrètement pour l'organisation criminelle de Scorpia. (saison 3)
- Kevin McNally : Max Grendel, antagoniste et membre vétéran de Scorpia. (saison 3)
- Jason Wong (en) (VFB : Pierre Lognay) : Nile, assassin qui travaille pour Scorpia. (saison 3)
- Eline Powell (VFB : Julie Dieu) : Syl, assassin qui travaille pour Scorpia. (saison 3)
- Josh Taylor (VFB : Marc Weiss) : John Rider (saison 3)

### Acteurs récurrents
- George Sear (VF : Maxime Van Santfoort ; VQ : Nicholas Savard L'Herbier) : Parker Roscoe, élève diplômé de Pointe Blanche et futur héritier d'un empire financier. (saison 1)
- Andrew Buzzeo (VFB : Simon Duprez ; VQ : Alexandre L'Heureux) : M. Boswell, professeur d'anglais d'Alex et Tom.
- Shalisha James-Davis : Ayisha, élève populaire de l'école d'Alex. Elle est attirée par ce dernier et cela semble réciproque. (saison 1)
- Macy Nyman (VFB : Marie Du Bled ; VQ : Stéfanie Dolan) : Steph, une élève de l'école d'Alex, qui est attirée par Tom.
- Talitha Wing (VFB : Hélène Van Dijk) : Sasha, élève modèle de Pointe Blanche. (saison 1)
- Nathan Clarke (en) : Arrash, élève modèle de Pointe Blanche. (saison 1)
- Katrin Vankova (VFB : Ana Rodriguez ; VQ : Ludivine Reding) : Laura, élève de Pointe Blanche et amie avec Alex. (saison 1)
- Earl Cave (en) (VFB : Gauthier de Fauconval) : James, élève australien de Pointe Blanche et ami d'Alex. (saison 1)
- Hari Dhillon (en) (VFB : Philippe Allard ; VQ : Gilbert Lachance) : Ed Pleasance, journaliste et père de Sabina. Il écrit un livre sur Damian Cray. (saison 2)
- Joseph Mydell (VF : Michel Hinderyckx) : Johnny Matovu (saison 2)

### Invités
- Steven Brand (VFB : Bruno Georis) : Michael Roscoe, PDG de Roscorp Media et père de Parker.
- Llewella Gideon (en) : Mlle Baker, enseignante de l'école d'Alex.
- Simon Shepherd (VFB : Robert Guilmard) : Sir David Friend, propriétaire de la Friend Foundation.
- Lucy Akhurst (en) (VFB : Marie-Line Landerwijn) : Lady Caroline Friend, épouse de Sir David.
- Josh Herdman : Stan, un barbier.
- Alana Boden (VFB : Helena Coppejans) : Fiona Friend, fille gâtée de Sir David et Lady Caroline.
- Simon Paisley Day (en) (VFB : Vincent Dussaiwoir) : Dr Baxter, médecin et professeur d'éducation physique à Pointe Blanche.

Version française dirigée par Jean-Marc Delhausse aux studios Cinéphase (Belgique), d'après une adaptation des dialogues de Jérôme Dalotel et Bérénice Froger.
 Source et légende : version québécoise (VQ) sur Doublage.qc.ca

## Développement

### Production
En mai 2017, Variety annonce qu'Eleventh Hour Films a acquis les droits cinématographiques des livres Alex Rider et qu'ils produiront la série pour ITV avec Guy Burt aux commandes et dirigé par Andreas Prochaska et Christopher Smith.
En juillet 2019, il est annoncé qu'Eleventh Hour Films et Sony Pictures Television s'associent pour produire 8 épisodes, adapté du second roman d'Alex Rider, Pointe blanche. Sony est responsable des droits de distribution.
Le 10 novembre 2020, IMDb TV (Amazon) annonce le renouvellement de la série pour une deuxième saison.
En août 2022, la série est renouvelée pour une troisième saison.
En février 2024, il a été confirmé que la série se terminerait avec la troisième saison.

### Distribution des rôles
Le 23 avril 2019, Otto Farrant est annoncé dans le rôle d'Alex Rider suivi quelques jours après par le reste de la distribution. composée de Brenock O'Connor, Stephen Dillane, Vicky McClure, Andrew Buchan, Ronkẹ Adékoluẹjo, Ace Bhatti (en) et Nyasha Hatendi.
Le 1er février 2021, Toby Stephens, Rakie Ayola, et Charithra Chandran sont annoncés pour la deuxième saison.

### Tournage
Le tournage débute en mars 2019 pour une durée de 6 mois à Londres, et à Sinaia en Roumanie.
Le tournage de la seconde saison, retardée en raison du COVID-19, débute le 25 janvier 2021 à Bristol au Royaume-Uni.

## Épisodes

### Première saison (2020)
Elle est composée de huit épisodes, lancée le 4 juin 2020 sur Prime Vidéo, adaptant le deuxième roman de la saga, Pointe Blanche.
1. Le Recrutement (Lies)
2. Une vie d'espion (Interrogation)
3. L'Entretien (Friends)
4. Bienvenue à Pointe Blanche (Deep Cover)
5. La Méthode Greif (Secrets)
6. Projet Gemini (Escape)
7. L'Assaut (Incursion)
8. Scorpia (Truth)

### Deuxième saison (2021)
Elle a été diffusée le 3 décembre 2021 sur Prime Vidéo et sur OCS le 14 décembre 2021, adaptant le quatrième roman de la saga, Jeu de tueur.
1. Trauma (Surf)
2. Mirror déformant (Hunt)
3. La Traque (Mirror)
4. Alex entre dans le jeu (Serpent)
5. Seul contre tous (Threats)
6. Opération Amsterdam (Heist)
7. Assassin (Assassin)
8. L'attaque (Strike)

### Troisième saison (2024)
Elle a été diffusée le 27 mai 2024 sur Prime Vidéo, adaptant le cinquième roman de la saga, Scorpia.
1. L'épée invisible (Widow)
2. Le consanto (Lab)
3. Au nom du père (Enemy)
4. Le camp d'entraînement (Recruit)
5. Une affaire personnelle (Revenge)
6. Un plan parfaitement exécuté (Target)
7. Le poids de la vérité (The Shot)
8. L'espion qui m'aimait (Invisible Sword)

## Accueil

### Critiques
La première saison a reçu des critiques plutôt positives sur le site agrégateur de critiques Rotten Tomatoes, recueillant 85 % de critiques positives, avec une note moyenne de 6,4/10 sur la base de 27 critiques collectées. Sur Metacritic, elle a aussi reçu des critiques positives, avec un score de 67/100 sur la base de 8 critiques collectées.
Lors de sa sortie en France, Le Parisien qualifie la série « d'espion de pacotille » et donne la note d'1,5/5.